# 那須塩原市立槻沢小学校
那須塩原市立槻沢小学校（なすしおばらしりつ つきのきざわしょうがっこう）は、栃木県那須塩原市槻沢にある公立小学校。

## 概要・沿革
創立
創立期の名称は、「文部省第三年報（1875年）」によると育才舎、「文部省第四年報（1876年）」によると育才学校、「栃木県小学一覧概表（1876年）」によると育才学舎と、資料によって異なっており卒業証書などによる確認はできてないが、槻沢小学校の百周年記念誌は「育才学舎百年の歩み」としている。創立時の校舎は井口村下井口の寺院（慶乗院）を利用し大きさは42坪程度であった。1877年時点での学区は槻沢、高柳、富山、井口、西遅沢、東遅沢、関根、東関根、石林、南郷屋の十か村であったため、校舎となった井口の寺院は位置的に偏りが有り南部からの距離は4km以上となっていた。
書類上一時廃校
1886年（明治19年）に隣接の三島村に分校を設置したが、翌1887年に三島村の分校が三島尋常小学校と独立し、槻沢小学校が廃校とされた。1887年（明治20年度）から1892年（明治24年度）までの「栃木県学事年報」収録の公立学校表によると、槻沢小学校の記載はなく、三島尋常小学校の記載がある。三島尋常小学校の児童数の推移を見ると1887年から1892年までは槻沢小学校学区の数字を含んでいると解釈されるため、実際に廃校になったのではなく、民家を借用している三島尋常小学校の校舎が手狭なため旧槻沢小学校の児童は引き続き旧槻沢小学校の校舎で授業を受けていて非公式な分教室であったと言える。三島尋常小学校が独立した背景には、三島地区が学区の中央に位置しているとともに、三島地区は三島通庸の三島農場のもので三島通庸の影響力があったと推測される。1892年に槻沢小学校が名前を変えて復活した時点では三島尋常小学校は残置されたが、翌年1883年1月に廃校となり、児童は西那須野村に新設の西那須野尋常小学東校に移管した。
児童増加と移転計画
1896年（明治29年）頃には児童数が増加し、校舎増築とともに狩野村の中心部に移転する話が出て盛り上がったが、実現はせず、
1897年（明治30年）5月に増築を行った。さらに1908年（明治41年）と1921年（大正10年）、1926年（大正15年）にも増築した。
大モミジ
1910年頃の卒業記念として植樹され、1979年の校舎移転時にも現在地に移植された。1991年3月31日西那須野町の文化財に指定された。樹種はイロハモミジである。

### 年表
- 1875年（明治8年）9月 - 井口村下井口の寺院（慶乗院）を校舎に育才学舎として創設。
- 1878年（明治11年）8月 - 槻沢地区（現在の槻沢公民館の場所）に校舎を新築し移転、槻沢小学校に改称[5]。
- 1886年（明治19年） - 三島村に分校設置[5]。
- 1887年（明治20年） - 三島村の分校が独立し三島尋常小学校開設され、槻沢小学校は書類上廃校になった[5]。
- 1892年（明治25年）1月 - 槻沢小学校は復活し当時の村名である狩野村から狩野尋常小学校となる。
- 1902年（明治35年）1月 - 狩野第一尋常小学校と改称。
- 1923年（大正12年）4月1日 - 狩野尋常小学校と改称。
- 1939年（昭和14年）5月 - 石造りの二宮金次郎像設置[6]。
- 1941年（昭和16年）4月1日 - 国民学校令により狩野村第一国民学校と改称。
- 1944年（昭和19年）8月 - 東京都千駄木国民学校児童の集団疎開受け入れ（終戦後に帰京）
- 1947年（昭和22年）4月1日 - 学制改革により狩野村立槻沢小学校と改称。
- 1955年（昭和30年）2月11日 - 町村合併により西那須野町立槻沢小学校と改称。
- 1975年（昭和50年）5月30日 - 東北新幹線建設のため、現在地の用地購入[7]。
- 1977年（昭和52年）4月1日 - 大山小学校開口により学区変更[7]。
- 1979年（昭和54年）あ月8日 - 現在地に移転[7]。
- 1980年（昭和55年）4月1日 - 旧校舎の一部よび体育館を改修して東公民館開館[8]（建物は後に新築、その後槻沢公民館に改称）
- 2005年1月1日 - 市町村合併により'那須塩原市立槻沢小学校と改称。

## 教育方針
- 教育目標
  - 心豊かな子ども
  - 自ら学ぶ子ども
  - たくましい子ども

## 通学区域
通学区域は以下の通りである。
那須塩原市
- 高柳
- 西富山
- 井口（同市立三島小学校の通学区域を除く）
- 西遅沢
- 東遅沢
- 関根
- 東関根
- 槻沢

## 交通
- JR宇都宮線「西那須野駅」より徒歩45分（約3.6km）
- 那須塩原市営バス（ゆーバス）西那須野内循環線「健康長寿センター前」バス停より徒歩24分（約2.0km）